# Copa del Rey 2008/09
Die Copa del Rey 2008/2009 war die 105. Austragung des spanischen Fußballpokals.
Der Pokalwettbewerb startete am 25. August 2008 und endete mit dem Finale am 13. Mai 2009 im Mestalla-Stadion (Valencia).

## Modus
siehe Copa del Rey.
Die Copa del Rey wird in Runden ausgespielt. Gespielt wird in den ersten drei Runden nur in einem Spiel – bei Unentschieden wird mit Verlängerung, ggf. Elfmeterschießen eine Entscheidung gesucht. Ab der Runde der letzten 32 werden die Duelle in Hin- und Rückspiel ausgetragen. In der Copa del Rey gelten die gleichen Regeln wie bei UEFA-Wettbewerben (Auswärtstorregel). Das Finale wird in einem Spiel ausgetragen, der Sieger bei Unentschieden durch Verlängerung bzw. Elfmeterschießen gesucht.
Einige Mannschaften sind von bestimmten Runden freigestellt:
- In der zweiten Hauptrunde stießen die Mannschaften der Segunda División zu den Clubs der Segunda División B und Tercera División hinzu.
- In der dritten Hauptrunde spielten diese Teams die Gegner der Erstligisten aus.
- In der Runde der letzten 32 kamen die Mannschaften der Primera División hinzu.
- In der Copa del Rey wird u. a. mit Freilosen in den ersten Runden gearbeitet, um auf eine gerade Anzahl an Teilnehmern zu kommen.

## Hauptrunde

### Erste Hauptrunde
In der ersten Hauptrunde traten 36 Mannschaften der Segunda División B bzw. Tercera División in den Wettbewerb ein, die sich in Vorausscheidungen qualifiziert hatten.
Die Spiele wurden zwischen dem 25. bis 27. August 2008 ausgetragen.
|                              | Ergebnis | !Liga                                             |
| ---------------------------- | -------- | ------------------------------------------------- |
| Real Oviedo                  | 2:0      | FC Pontevedra \|Tercera vs Segunda B              |
| SD Ponferradina              | 1:0      | Racing Ferrol \|Segunda B vs. Segunda B           |
| CD San Fernando              | 0:3      | Polideportivo Ejido \|Segunda B vs. Segunda B     |
| UB Conquense                 | 3:2      | FC Cádiz \|Segunda B vs. Segunda B                |
| CD Izarra                    | 0:1      | FC Gavà \|Tercera vs. Segunda B                   |
| Universidad de Las Palmas CF | 1:0      | CD Ciempozuelos \|Segunda B vs. Tercera           |
| Orihuela CF                  | 2:0      | CD Atlético Baleares \|Segunda B vs. Segunda B    |
| CD Linares                   | 1:2      | Écija Balompié \|Segunda B vs. Segunda B          |
| SD Ciudad de Santiago        | 0:1      | Club Portugalete \|Segunda B vs. Tercera          |
| UD Melilla                   | 2:1      | AD Ceuta \|Segunda B vs. Segunda B                |
| CD Toledo                    | 3:1      | FC Granada \|Tercera vs. Segunda B                |
| FC Barakaldo                 | 2:0      | Gimnástica de Torrelavega \|Segunda B vs. Tercera |
| CD Roquetas                  | 1:0      | CD Ciudad de Lorquí \|Tercera vs. Segunda B       |
| SD Ejea                      | 1:3      | UD Alzira \|Tercera vs. Segunda B                 |
| CD Alfaro                    | 1:0      | Águilas CF \|Segunda B vs. Segunda B              |
| Atlético Granadilla          | 0:1      | CD Don Benito \|Tercera vs. Tercera               |
| CD Lugo                      | 0:3      | Real Unión Irún \|Segunda B vs. Segunda B         |
| UE Sant Andreu               | 2:1      | CD Mirandés \|Segunda B vs. Tercera               |

Freilose: UD Fuerteventura, FC Zamora, FC Granada 74, SD Lemona, CD Benidorm, UD Mérida

### Zweite Hauptrunde
In der zweiten Runde kamen die Vereine aus der Segunda División hinzu.
Die Spiele wurden am 3., 4. und 11. September 2008 ausgetragen.
|                        | Ergebnis        | !Liga                                                  |
| ---------------------- | --------------- | ------------------------------------------------------ |
| Real Oviedo            | 2:3             | SD Ponferradina \|Tercera vs Segunda B                 |
| Polideportivo Ejido    | 2:0             | UB Conquense \|Segunda B vs. Segunda B                 |
| FC Gavà                | 1:3             | Universidad de Las Palmas CF \|Segunda B vs. Segunda B |
| Orihuela CF            | 1:0             | UD Fuerteventura \|Segunda B vs. Segunda B             |
| Écija Balompié         | 0:1             | Club Portugalete \|Segunda B vs. Tercera               |
| UD Melilla             | 5:2             | UD Mérida \|Segunda B vs. Segunda B                    |
| CD Toledo              | 1:0             | FC Zamora \|Tercera vs. Segunda B                      |
| FC Barakaldo           | 1:0             | CD Roquetas \|Segunda B vs. Segunda B                  |
| UD Alzira              | 0:0 (1:4 i. E.) | FC Granada 74 \|Segunda B vs. Segunda B                |
| CD Alfaro              | 1:2             | CD Don Benito \|Segunda B vs. Tercera                  |
| Real Unión Irún        | 2:1             | UE Sant Andreu \|Segunda B vs. Segunda B               |
| CD Benidorm            | 4:2             | SD Lemona \|Segunda B vs. Segunda B                    |
| Hércules Alicante      | 2:1             | UD Levante \|Segunda vs. Segunda                       |
| CD Castellón           | 1:0             | SD Eibar \|Segunda vs. Segunda                         |
| FC Elche               | 2:0             | Deportivo Alavés \|Segunda vs. Segunda                 |
| Gimnàstic de Tarragona | 0:2             | FC Girona \|Segunda vs. Segunda                        |
| SD Huesca              | 1:3             | Rayo Vallecano \|Segunda vs. Segunda                   |
| UD Salamanca           | 2:1             | UD Las Palmas \|Segunda vs. Segunda                    |
| Real Sociedad          | 1:0             | Real Saragossa \|Segunda vs. Segunda                   |
| FC Alicante            | 0:1             | Celta Vigo \|Segunda vs. Segunda                       |
| Deportivo Xerez        | 1:1 (1:3 i. E.) | Real Murcia \|Segunda vs. Segunda                      |
| CD Teneriffa           | 2:1             | FC Córdoba \|Segunda vs. Segunda                       |

Freilos: Albacete Balompié

### Dritte Hauptrunde
In der dritten Hauptrunde spielten die verbliebenen Teams am 8. und 9. Oktober 2008 die Gegner der Erstligisten aus.
|                   | Ergebnis        | !Liga                                                  |
| ----------------- | --------------- | ------------------------------------------------------ |
| Celta Vigo        | 2:0             | Real Sociedad \|Segunda vs Segunda                     |
| FC Granada 74     | 0:2             | CD Benidorm \|Segunda B vs. Segunda B                  |
| FC Elche          | 1:1 (4:3 i. E.) | CD Teneriffa \|Segunda vs. Segunda                     |
| UD Salamanca      | 0:1 n. V.       | CD Castellón \|Segunda vs. Segunda                     |
| SD Ponferradina   | 1:1 (4:2 i. E.) | Universidad de Las Palmas CF \|Segunda B vs. Segunda B |
| Club Portugalete  | 2:0             | CD Don Benito \|Tercera vs. Tercera                    |
| Real Unión Irún   | 2:1             | FC Barakaldo \|Segunda B vs. Segunda B                 |
| Orihuela CF       | 3:1             | CD Toledo \|Segunda B vs. Tercera                      |
| Rayo Vallecano    | 2:1             | Albacete Balompié \|Segunda vs. Segunda                |
| Hércules Alicante | 1:0             | FC Girona \|Segunda vs. Segunda                        |
| UD Melilla        | 2:3             | Polideportivo Ejido \|Segunda B vs. Segunda B          |

Freilos: Real Murcia

### Runde der letzten 32
In dieser Runde kamen die Teams aus der Primera División hinzu. Die Hinspiele fanden am 29. Oktober, die Rückspiele am 12. November 2008 statt. Es gilt die Auswärtstorregel.
|                     | Gesamt |                     | Hinspiel | Rückspiel |
| ------------------- | ------ | ------------------- | -------- | --------- |
| Polideportivo Ejido | 6:1    | FC Villarreal       | 5:0      | 1:1       |
| Real Unión Irún     | 6:6    | Real Madrid         | 3:2      | 3:4       |
| CD Benidorm         | 0:2    | FC Barcelona        | 0:1      | 0:1       |
| Orihuela CF         | 0:1    | Atlético Madrid     | 0:1      | 0:0       |
| Club Portugalete    | 1:7    | FC Valencia         | 1:4      | 0:3       |
| SD Ponferradina     | 1:4    | FC Sevilla          | 1:0      | 0:4       |
| FC Elche            | 0:4    | Deportivo La Coruña | 0:2      | 0:2       |
| Real Murcia         | 2:3    | Racing Santander    | 2:1      | 0:2       |
| Celta Vigo          | 1:4    | Espanyol Barcelona  | 2:2      | 0:3       |
| Rayo Vallecano      | 1:5    | UD Almería          | 1:2      | 0:3       |
| Hércules Alicante   | 3:7    | Real Valladolid     | 1:5      | 2:2       |
| CD Castellón        | 0:4    | Betis Sevilla       | 0:2      | 0:2       |
| Athletic Bilbao     | 3:2    | Recreativo Huelva   | 2:0      | 1:2       |
| FC Getafe           | 0:1    | CA Osasuna          | 0:0      | 0:1       |
| CD Numancia         | 0:3    | Sporting Gijón      | 0:1      | 0:2       |
| FC Málaga           | 1:3    | RCD Mallorca        | 1:1      | 0:2       |

### Achtelfinale
Die Hinspiele fanden am 7. Januar 2009 und die Rückspiele am 14. Januar 2009 statt.
|                     | Gesamt    |                     | Hinspiel | Rückspiel |
| ------------------- | --------- | ------------------- | -------- | --------- |
| Polideportivo Ejido | (a)3:3(a) | Espanyol Barcelona  | 3:2      | 0:1       |
| Atlético Madrid     | 2:5       | FC Barcelona        | 1:3      | 1:2       |
| RCD Mallorca        | 4:2       | UD Almería          | 3:1      | 1:1       |
| Real Unión Irún     | 0:2       | Betis Sevilla       | 0:1      | 0:1       |
| Racing Santander    | 2:4       | FC Valencia         | 1:1      | 1:3       |
| FC Sevilla          | 5:1       | Deportivo La Coruña | 2:1      | 3:0       |
| CA Osasuna          | 1:3       | Athletic Bilbao     | 1:1      | 0:2       |
| Sporting Gijón      | 4:3       | Real Valladolid     | 3:1      | 1:2       |

### Viertelfinale
Die Hinspiele fanden am 21. und 22. Januar 2009, die Rückspiele am 28. und 29. Januar 2009 statt.
|                    | Gesamt    |                | Hinspiel | Rückspiel |
| ------------------ | --------- | -------------- | -------- | --------- |
| Espanyol Barcelona | 2:3       | FC Barcelona   | 0:0      | 2:3       |
| RCD Mallorca       | 1:0       | Betis Sevilla  | 1:0      | 0:0       |
| FC Valencia        | (a)4:4(a) | FC Sevilla     | 3:2      | 1:2       |
| Athletic Bilbao    | 2:1       | Sporting Gijón | 0:0      | 2:1       |

### Halbfinale
Die Hinspiele fanden am 4. und 5. Februar 2009, die Rückspiele am 4. März 2009 statt.
|              | Gesamt |                 | Hinspiel | Rückspiel |
| ------------ | ------ | --------------- | -------- | --------- |
| FC Barcelona | 3:1    | RCD Mallorca    | 2:0      | 1:1       |
| FC Sevilla   | 2:4    | Athletic Bilbao | 2:1      | 0:3       |

### Finale
| FC Barcelona                                | FC Barcelona | Athletic Bilbao | Athletic Bilbao |
| ------------------------------------------- | --- | --- | --------------- |
| FC Barcelona                                | \| 13. Mai 2009 in Valencia (Estadio Mestalla) \| \| Ergebnis: 4:1 (1:1) \| \| Zuschauer: 50.000 \| \| Schiedsrichter: Luis Medina Cantalejo \|                                                                                    | \| 13. Mai 2009 in Valencia (Estadio Mestalla) \| \| Ergebnis: 4:1 (1:1) \| \| Zuschauer: 50.000 \| \| Schiedsrichter: Luis Medina Cantalejo \| | Athletic Bilbao |
| FC Barcelona                                | José Manuel Pinto – Dani Alves, Gerard Piqué, Carles Puyol – Yaya Touré (88. Sylvinho), Seydou Keita, Sergio Busquets, Xavi (87. Pedro) – Samuel Eto’o, Lionel Messi, Bojan Krkić (83. Aljaksandr Hleb) Cheftrainer: Pep Guardiola | Gorka Iraizoz – Andoni Iraola, Fernando Amorebieta, Aitor Ocio, Koikili – Pablo Orbaiz (61. Ion Vélez), Javi Martínez, David López (56. Markel Susaeta), Francisco Yeste – Gaizka Toquero (61. Joseba Etxeberria), Fernando Llorente Cheftrainer: Joaquín Caparrós | Athletic Bilbao |
| FC Barcelona                                | 1:1 Yaya Touré (32.) 2:1 Lionel Messi (54.) 3:1 Bojan Krkić (57.) 4:1 Xavi (64.) | 0:1 Gaizka Toquero (9.) | Athletic Bilbao |
| FC Barcelona                                | Yaya Touré (22.), Seydou Keita (50.), Lionel Messi (50.) | David López Moreno (30.), Koikili (35.) | Athletic Bilbao |
| 13. Mai 2009 in Valencia (Estadio Mestalla) | | |                 |
| Ergebnis: 4:1 (1:1)                         | | |                 |
| Zuschauer: 50.000                           | | |                 |
| Schiedsrichter: Luis Medina Cantalejo       | | |                 |